# Dimitris Diamantidis
Dimitris Diamantidis (Grčki: Δημήτρης Διαμαντίδης; Kastorija, 6. svibnja 1980.) je grčki profesionalni košarkaš. Igra na poziciji razigravača, a može igrati i bek šutera. Trenutačno je član grčkog Panathinaikosa. 

## Karijera
Karijeru je započeo 1994. kao 14-godišnjak u juniorskom pogonu Kastorije. U ljeto 1999. s Iraklisom Thessalonikijem potpisao je svoj prvi profesionalni ugovor u karijeri. S Iraklisom je u sezoni 2004./04. osvojio naslov grčkog prvenstva, a on je proglašen najkorisnijim igračem lige. 
Diamantidis se 2004. seli u atenski Panathinaikos. S Panathinaikosom je osvojio dva naslova grčkog prvaka, grčki kup i dvije Eurolige (2007., 2009.)  
Osvajač je mnogih individualnih trofeja, među kojima pet euroligaških nagrada za "Najboljeg obrambenog igrača godine" (2005., 2006., 2007., 2008., 2009.), tri nagrade za "Najkorisnijeg igrača grčkog prvenstva" (2004., 2006., 2007.) i nagradu za "Najkorisnijeg igrača Final Foura" Eurolige (2007.).
Svojim izvrsnim igrama natjerao je čelnike Panathinaikosa da mu produže ugovor do 2010. godine, a godišnje zarađuje 1,9 milijuna €. 

## Refrence
1. ↑  Grčki "Spiderman" najbolji defanzivac Eurolige[neaktivna poveznica]

## Vanjske poveznice
- Profil na Euroleague.net
- Profil na Panathinaikosu BC
- Profil na Interbasket.net
- Profil  Arhivirana inačica izvorne stranice od 26. kolovoza 2011. (Wayback Machine) na Draftexpress.com